# Bordești (okręg Vrancea)
Bordești – wieś w Rumunii, w okręgu Vrancea, w gminie Bordești. W 2011 roku liczyła 1152
mieszkańców.